# شريف الفحيل
شريف الفحيل مغني سوداني من جيل الشباب الصاعد الذي اشتهر في فترة وجيزة خاصة في وسائل التواصل الاجتماعي واستطاع تكوين جمهور مقدر من المعجبين بأدائه الغنائي والمتابعين لنشاطه على الساحة الفنية.

## الميلاد والنشأة
ولد شريف خالد مكي الفحيل عام 1990 بمدينة الأبيض حاضرة ولاية شمال كردفان بالسودان.
وتلقى تعليمه الأولي بمسقط رأسه حيث درس مرحلتي الأساس والثانوي ومن ثم التحق بجامعة السودان للعلوم والتكنولوجيا بالخرطوم لدراسة هندسة النفط
 ترعرع شريف في بيئة فنية وسط عائلة تمتهن الفن وتهتم به، فوالده هو الموسيقار خالد مكي الفحيل عازف آلة الأرغن ضمن فريق الفنان حمد الريح ، وعمه هو الفنان عمر الفحيل، وخاله العازف عماد شري ، وشقيقه الفنان عمر الفحيل وهو أيضاً مغني واعد واصغر اشقائه عثمان الفحيل عازف على آلة الأكورديون.

## بدايات ظهوره الفني
اشتهر شريف الفحيل وسط اقرانه بالمدرسة بولعه بفن الغناء والتلحين والظهور في المسرح المدرسي وفي تقديم فقرات برامج الإحتفالات بالمدرسة، وبرز نبوغه في المرحلة الثانوية حيث قدم فيها اغنيات ممثلاً لمدرسة النجاح الثانوية التي كان يدرس فيها. ورغم اهتمامه الشديد بفن الطرب والموسيقى كان شريف الفحيل مبرزا في تحصيله الأكاديمي حيث احرز في امتحان الشهادة السودانية درجة رفيعة ادخلته جامعة السودان للعلوم والتكنولوجيا.
كانت بدايات ظهوره الفني أمام الجمهور العريض - كغيره من جيل الفنانين السودانيين الصاعد - في برنامج «نجوم الغد» حيث احرز الميدالية الذهبية تكريما لما قدمه فيها من أداء جيد، كما شارك في البرنامج التلفزيوني الشهير «أغاني وأغاني» الذي كان يقدمه الشاعر السوداني السر قدور وذلك لمدة خمس مواسم متتابعة. وكانت اغنية شايل الأفراج هي أول ما تغنى بها.
تأثر شريف الفحيل كما ذكر في احدى اللقاءات التي نشرت له في وسائل التواصل الاجتماعي بالغناء السوداني الجميل على حد تعبيره، وخص بالذكر الفنان حمد الريح الذي قال عنه إنه تربى على اغنياته بحكم أن والده كان يعمل عازفا للفنان حمد الريح، وكذلك الفنانون محمد وردي وزيدان إبراهيم ومحمد الأمين لافتاً إلى أنه استمع كثيرا لأغانيهم وتأثر بها في اعماله الفنية.
كما تعامل مع عدد من شعراء الأغنية السودانية أبرزهم الشاعر أحمد كوستي الذي ألف له كلمات اغنيته "مية المية".

## البوماته
لدى الفنان شريف الفحيل ثلاثة ألبومات تحتوى على اعماله الموسيقية الخاصة، وعدد من مقاطع الحفلات المصورة في وسائل التواصل الإجتماعي.

## مميزات أدائه ولونية غنائه
على الرغم من أن شريف الفحيل، اسوة بغيره من الفنانين الواعدين، بدأ في ترديد أغنيات كبار المغنيين الذين سبقوه سواء كان ذلك في حفلات الأعراس أو في برامج وسائل الإعلام الغنائية، إلا أنه قدم عدداُ من الأغنيات الخاصة به ووجد بعضها قبولاً حسناً لدى جمهوره ومستمعي اغانيه. كما قدم حلقة خاصة بعيد الأم لقناة النيل الأزرق، وبعض الاعمال الغنائية للأطفال بالسودان.
وصف البعض أدائه بأنه يتسم بالتلقائية الحسنة وأعتبره آخرون بأنه بمثابة «مادة صوتية خام نادرة» ، وأنه «صاحب صوت قوي يتسم بالتناسق والإنسياب».

## الهجرة إلى الخارج
هاجر شريف الفحيل إلى كندا في اواخر عام 2016وحصل على جنسيتها، وقد ساعده ذلك على سهولة تنقله بين البلدان لنشر فنه الغنائي فيها ، خاصة تلك التي توجد فيها جاليات سودانية باعداد مقدرة، ومن بينها دول غرب أوروبا كألمانيا وهولندا وبعض الدول الآسيوية كالهند.

## الجدل في وسائل التواصل الاجتماعي
أحدث ظهوره في بعض المقاطع بوسائل التواصل الاجتماعي جدلا وسط مشاهدي تلك المقاطع باعتبارها مقاطع تركز على المظهر بشكل غريب اكثر من تركيزها على أداء الغناء، وفي ذلك يقول الفحيل في إحدى اللقاءات معه: "
إن الاهتمام بالمظهر أمر مطلوب ومهم بالنسبة للفنان في هذا الزمن، عصر الصورة والصوت والفيس بوك والفضائيات المفتوحة"، ولابد أن يتميز الفنان عند أدائه غنائه بمطهر مميز، وهو أمر حسب رأيه ليس غريبا على الفنانين الأخرين، وابدى دهشته من الإنتقادات الموجهة إليه في هذا الصدد.

## وصلات من موقعيوتيوبحول أغاني شريف الفحيل وادائه
- (https://youtu.be/vUuH4JFs-Qg?si=ig38Sp4SY11mBKsb) اغنية «حبك حقيقي»
- (https://youtu.be/sDH_GFGUfSY?si=MU66Uq-3PQaBFv3Y) اغنية «الوصية» مع الفنان حمد الريح